# Leirvík
Leirvík (dánul: Lervig) település Feröer Eysturoy nevű szigetén. Közigazgatásilag Eystur községhez tartozik.

## Földrajz

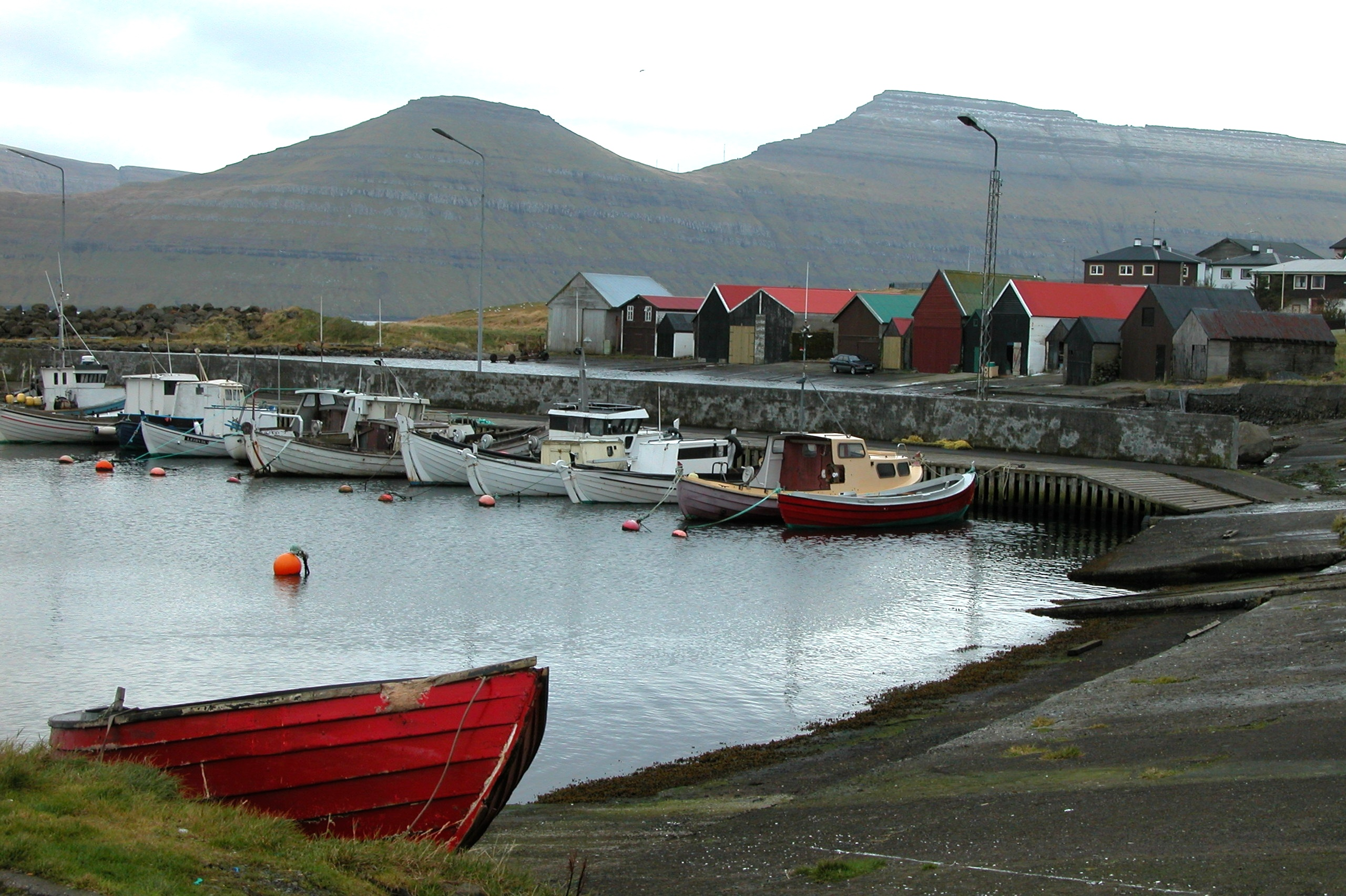
A csónakkikötő

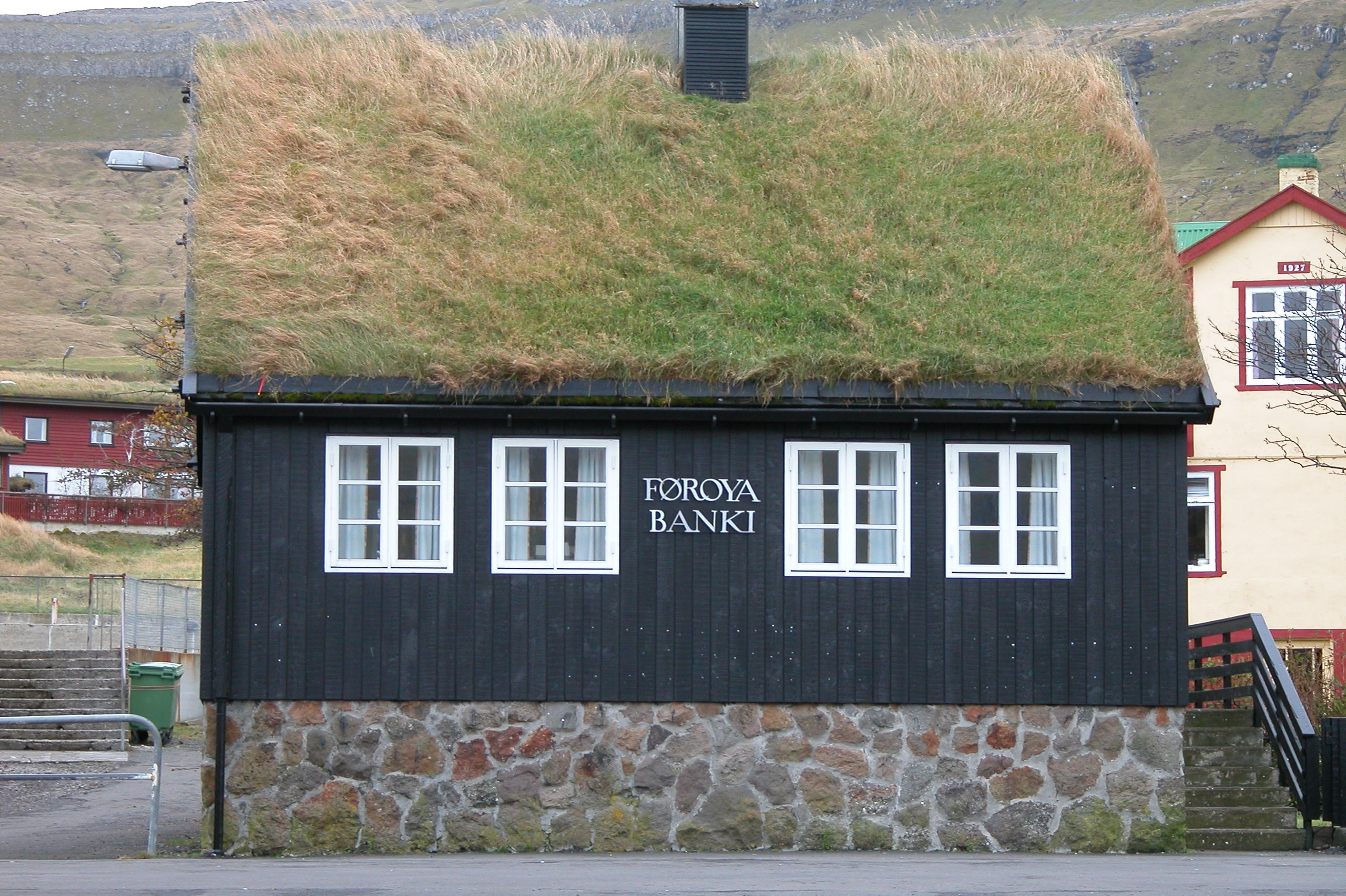
A Føroya Banki helyi fiókja

A település a sziget keleti oldalán, a Leirvíksfjørður partján fekszik.

## Történelem
A települést hosszú múlttal büszkélkedhet: az ásatások tanúsága szerint már a viking korban (900 körül) működött itt egy tanya. Első írásos említése az 1350-1400 között írt Kutyalevélben található. A monda szerint 1349-ben a fekete halál egy kislány kivételével az egész települést elpusztította. Itt található Feröer egyik legjobb állapotban fennmaradt épületmaradványa, a Bønhústoft, ami egy templomrom a körülötte elterülő temetővel.
1725-ben egy csempészhajó érkezett a kikötőbe, és a helyiek kieveztek, hogy vásároljanak a csempészektől. A hajósokkal érintkezők azonban feketehimlőt kaptak, és egy esküvő alkalmával számos további embert megfertőztek, így sokan meghaltak a betegségben. Mivel a földek nagy része királyi tulajdonban volt, mások érkeztek a helyükre, hogy betöltsék az üresen maradt gazdaságokat.
2009. január 1. óta Eystur község része, előtte önálló volt Leirvík község (Leirvíkar kommuna) néven.

## Népesség
| Év              | Lakosság |
| --------------- | -------- |
| 1801            | 85       |
| 1986. január 1. | 803      |
| 1991. január 1. | 836      |
| 1996. január 1. | 740      |
| 2001. január 1. | 820      |
| 2006. január 1. | 864      |

## Gazdaság
Itt található egy üzem, ahol sózott halat állítanak elő a mediterrán országok számára. A Föroya Bjór is fenntart itt egy raktárat.

## Közlekedés
A Gøta és Leirvík közötti, 2300 m hosszú alagutat, a Leirvíkartunnilint 1985-ben fúrták át a hegyen. 2006-ban adták át a Klaksvík felé vezető tenger alatti alagutat, a Norðoyatunnilint. A települést érinti a 400-as és a 410-es buszjárat.
A településen található egy Statoil benzinkút.

## Turizmus
A településen működik egy hajómúzeum, ahol többek között a 20. század elejéről származó evezős csónakokat mutatnak be. Abban az épületben egy művészeti gyűjtemény is helyet kapott, ahol többek között a helyi festő, Jóannes Kristiansen számos festményét is kiállítják.

## Sport
Labdarúgócsapata a LÍF Leirvík volt, amely 2007-ben egyesült a szomszédos GÍ Gøta csapatával, és most Víkingur Gøta néven játszanak.

## Személyek
- Høgni Lisberg (1982–), zenész